# Kviddtjärnen (Säfsnäs socken, Dalarna, 665919-142982)
Kviddtjärnen är en sjö i Ludvika kommun i Dalarna och ingår i Göta älvs huvudavrinningsområde. Sjöns area är 0,037 kvadratkilometer och den är belägen 303 meter över havet.